# Šatov
Šatov (en allemand : Schattau) est un bourg (městys) du district de Znojmo, dans la région de Moravie-du-Sud, en République tchèque. Sa population s'élevait à 1 121 habitants en 2020.

## Géographie
Šatov se trouve à la frontière autrichienne, à 8 km au sud-sud-ouest de Znojmo, à 63 km au sud-ouest de Brno et à 183 km au sud-est de Prague.
La commune est limitée par Havraníky au nord, par Chvalovice à l'est, par l'Autriche au sud, et par Hnanice à l'ouest.

## Histoire
La première mention écrite de la localité date de 1201. La commune a le statut de městys depuis 2007.